# Ålholm Len
Ålholm Len var et len på Lolland knyttet til Ålholm Slot. Det bestod af Fuglse Herred på Midtlolland og Musse Herred på Østlolland. I 1662 blev lenet omdannet til Ålholm Amt.

## Kongelige ejere og deres lensmænd
- 1328-ca. 1347 pantsat til grev Johan af Holsten
- ca. 1347-1375 kong Valdemar Atterdag
  - 1364-1370 Kersten Kule
- 1370-1387 kong Oluf 2.
- 1387-1412 dronning Margrete 1.
  - 1388 Werner Menvekove
  - 1388 Jens Olufsen
- 1412-1439 kong Erik af Pommern
  - 1420 Erik Krummedige
- 1440-1448 kong Christoffer af Bayern
  - 1444 og 1448 Oluf Axelsen Thott
- 1449-1481 kong Christian 1.
  - 1449 Johan Frille
  - 1463 Mogens Ebbesen Galt
- ? pantsat til dronning Dorothea (Christian d. 1.s dronning)
- ? -1513 kong Hans
  - 1495 Eskil Gøye
  - 1499 Jørgen Venstermand
  - 1504 Anders Tegemat
  - før 1507-1517 Hans Krafse
- 1513-1523 kong Christian 2.
  - 1517 Knud Pedersen Gyldenstjerne
- 1523-1533 kong Frederik 1. 
  - 1523-1525 Otte Holgersen Rosenkrantz
  - 1528-1535 Jørgen von der Wisch
- 1535 grev Christoffer
  - 1535 Otte Krumpen
  - 1535 Liborius von Apen og Søren Stampe
- 1533-1568 Livgeding for enkedronning Sophie, Frederik d. 1.s dronning hvis lensmand 
  - -1565 Johan Rantzau indsatte følgende underlensmænd:
    - 1540 Knud Gøye
    - 1551 Erik Rosenkrantz
    - 1552-1557 Jørgen Rud
    - 1559-1570 Mogens Eriksen Mormand
- 1568-1588 kong Frederik 2.
  - 1568-1577 Albert Oxe
  - 1577-? Hak Ulfstand
- 1588-1631 livgeding for enkedronning Sophie, Frederik d. 2.s dronning
  - 1589 Frederik Hobe
  - 1597-1606 Anders Dresselberg
  - 1606-1616 Knud Axelsen Urne
  - 1626-1627 Birgitte Gyldenstierne
  - 1629-1642 Palle Axelsen Rosenkrantz
- 1631-1648 kong Christian 4.
  - 1642 Lisbeth Lunge
  - 1642-1649 Just Friederich von Pappenheim
- 1648-1670 kong Frederik 3.
  - 1650-1653 Frederik Barnewitz
  - 1654-1661 Philip Joachim von Barstorff
- 1662 blev lenet omdannet til et amt, men bl.a. Ålholm gods gives senere som livgeding til
- 1670-1685 enkedronnnig Sophie Amalie, kong Frederik 3.s dronning og
- 1699-1714 enkedronning Charlotte Amalie, kong Christian 5.s dronning.
- 1725 blev Ålholm m.m. solgt til Emerentia von Levetzow.